# Raz-de-marée aux Pays-Bas en 1014
Le raz-de-marée aux Pays-Bas en 1014 désigne un important raz-de-marée nommé (Stormvloed en néerlandais) survenu le 28 et le 29 septembre 1014, aux Pays-Bas. 
Ce fut probablement la première percée de la mer au travers de la côte presque fermée des basses-terres du sud des Pays-Bas. La précédente grande catastrophe était la grande inondation du 21 décembre 838.
La tempête de 1014 a d'abord touché le littoral anglais puis l'Europe continentale, poussant la Mer du Nord au-dessus des digues de la Zélande actuelle, qui faisait partie de la Frise et en Flandre.
Selon des sources de cette époque, les Pays-Bas, et particulièrement l'ancienne île de Walcheren, ont subi de lourds dommages. 
La restauration a probablement pris un temps inhabituellement long. La chronique de l'abbaye de Quedlinbourg en Saxe rapporte qu'il y a eu des milliers de morts.